# Euqueri de Lió
Euqueri de Lió (Lugdúnum?, ca. 380 - 449) va ser bisbe de Lió a la primera meitat del segle v. Se'l considera un dels Pares menors de l'Església. És venerat com a sant en diverses confessions cristianes.

## Biografia
Va néixer a la segona meitat del segle iv, membre d'una il·lustre família. Probablement era fill de Valerià, que va ser prefecte de les Gàl·lies i possiblement parent de l'emperador Avit. Euqueri es va casar amb Gala, una dama, i va tenir dos fills, Saloni i Verani, i dues filles, Corsòrtia i Tútlia. Cap a l'any 410 va decidir retirar-se de la vida civil i va marxar amb la família a Lerins (Lerinum) i des d'allà a la veïna illa de Lerina o de Santa Margarita on va viure com a eremita, dedicat a educar als seus fills, a la literatura i a la religió.
Durant el seu retir va adquirir reputació de santedat i per això el van escollir bisbe de Lió l'any 434, càrrec que va exercir fins a la seva mort que es creu que va ser l'any 450, sota els emperadors Valentinià III a Occident i Marcià a Orient. Va assistir al concili d'Aurenja. El seu fill Verà va ser bisbe de Vença i Saloni bisbe de Ginebra.

## Obres
Els seus llibres són:
1. De laude Eremi seu vita solitaria. Aquesta obra, escrita cap a l'any 428 en forma d'epístola, explicava les intencions d'Euqueri de visitar Egipte per veure com vivien els anacoretes al desert, perquè estava entusiasmat pels comentaris que havia sentit sobre els eremites de la Tebaida.
2. Epistola paraenetica ad Valerianum cognatum de contenmtu mundi et secularis philosophiae, escrita cap a l'any 432, demanava al seu parent emperador que s'allunyés de les vanitats del món. Erasme de Rotterdam en va publicar un escoli a Basilea l'any 1520.
3. Liber formularum spiritalis intelligentiae ad Veranium filium, també anomenat De forma spiritalis intellectus. Un llibre dirigit al seu fill Verà dividit en onze capítols, on explica frases de la Bíblia i les comenta.
4. Instructionum Libri II ad Salonium filium. El primer llibre es diu De Qnaestionibus difficilioribus Veteris et Novi Testamenti i el segon Explicationes nominum Herbraicorum. Dirigit al seu fill Saloni on explica diferents aspectes de l'Antic i el Nou Testament.
5. Homiliae. Un recull de sermons recopilats per Johannes Livineius i publicats l'any 1602.
6. Historia Passionis S. Mauritii et Sociorum Martyrum Legionis Felicis Thebaeae Agaunensium, d'autenticitat dubtosa.
7. Exhortatio ad Monachos.
8. Epitome Operum Cassiani. Un epítom de les obres de Joan Cassià.

Altres obres que se li atribueixen erròniament: 1. Commentarias in Genesin. 2. Commentariorum in libros Regum Libri IV. 3. Epistola ad Faustinum. 4. Epistola ad Philonem. 5. Regula duplex ad Monachos. 6. Hiomtiliarum Collectio, que segurament són d'Eusebi d'Emesa i de Gal·licà.